# Сяйво (фільм, 2017)
«Сяйво» (光 Hikari) — японсько-французький фільм-драма 2017 року, поставлений режисеркою Наомі Кавасе. Стрічку було відібрано для участі в основній конкурсній програмі 70-го Каннського міжнародного кінофестивалю (2017) у змаганні за Золоту пальмову гілку .

## Сюжет
Місако — аудіодескриптор. Їй подобається описувати предмети, почуття, навколишній світ. Завдяки її роботі слабозрячі та сліпі люди можуть зрозуміти те, що відбувається на екрані, зрозуміти кінофільм. Одного дня під час кіносеансу Місако знайомиться з відомим кінооператором, який втрачає зір. Народжуються сильні почуття між чоловіком, що перестає бачити світ і жінкою, що прагне йому допомогти.

## У ролях
| • Масатоші Нагасе | … | Масая Накаморі    |
| • Мізакі Айям     | … | Місако            |
| • Тацуя Фуджі     | … | Кітабаясі / Юзо   |
| • Чихіро Отсука   | … | 1-й друг Накаморі |
| • Казуко Ширакава | … | Ясуко Озакі       |
| • Мантаро Коїті   | … | Акітоші           |
| • Оніші Нобуміцу  | … | 1-й друг Накаморі |
| • Ноєміе Накай    | … |                   |
| • Саорі           | … |                   |

## Знімальна група
- Автор сценарію — Наомі Кавасе
- Режисер-постановник — Наомі Кавасе
- Продюсери —Наоя Кіносіта, Маса Савада, Юміко Такебе
- Композитор — Ібрагім Маалуф
- Монтаж — Тіна Баз

## Нагороди та номінації
| Список нагород та номінацій              | Список нагород та номінацій | Список нагород та номінацій                    | Список нагород та номінацій | Список нагород та номінацій | Список нагород та номінацій |
| Кінопремія                               | Дата церемонії              | Категорія                                      | Номінант(и)                 | Результат                   | Дж                          |
| ---------------------------------------- | --------------------------- | ---------------------------------------------- | --------------------------- | --------------------------- | --------------------------- |
| Каннський міжнародний кінофестиваль      | 28.05.2017                  | Золота пальмова гілка                          | Сяйво                       | Номінація                   | [ 2 ]                       |
| Каннський міжнародний кінофестиваль      | 27.05.2017                  | Приз екуменічного журі                         | Сяйво                       | Перемога                    | [ 5 ]                       |
| Денверський міжнародний кінофестиваль    | 2017                        | Приз Кшиштофа Кесльовського за найкращий фільм | Сяйво                       | Номінація                   |                             |
| Роттердамський міжнародний кінофестиваль | 2018                        | Нагорода Netpac                                | Наомі Кавасе                | Номінація                   |                             |
| Міжнародний кінофестиваль у Вальядоліді  | 2017                        | Золотий колос за найкращий фільм               | Сяйво                       | Номінація                   |                             |